# IC 1777
IC 1777 ist eine Spiralgalaxie vom Hubble-Typ S im Sternbild Widder auf der Ekliptik. Sie ist rund 573 Millionen Lichtjahre von der Milchstraße entfernt und hat einen Durchmesser von etwa 120.000 Lichtjahren.
Im selben Himmelsareal befinden sich u. a. die Galaxien IC 195, IC 196, IC 1774, IC 1780.
Das Objekt wurde am 21. Dezember 1897 von Stéphane Javelle entdeckt.